# Тренировочный лагерь
Тренировочный лагерь — это место и метод для высокоинтенсивной подготовки, как правило, физическим навыкам в короткий промежуток времени. Продолжительность, обычно, от нескольких дней до нескольких недель, редко, несколько месяцев. В основном используется в армии и спорте. В других видах человеческой деятельности реже. Также существуют террористические тренировочные лагеря.